# Cladura oregona
Cladura oregona là một loài ruồi trong họ Limoniidae. Chúng phân bố ở miền Tân bắc.